# Ахмед, Рашид
Рашид Ахмед SK, TQA (англ. Rashid Ahmed, урду رشيد احمد‎; 1918—2005) — контр-адмирал военно-морских сил Пакистана и его начальник штаба (при командующем флоте вице-адмирале Музаффаре Хассане) времён третьей индо-пакистанской войны.

## Биография
Уроженец Британской Индии, на флоте с 1938 года. Участник Второй мировой войны, сражался в составе Королевского индийского флота в Бирманской кампании против Императорского флота Японии с 1942 по 1945 годы. Отряд кораблей, в котором служил Ахмед, базировался на Андаманских и Никобарских островах.
После войны Ахмед учился в Королевском военно-морском колледже «Британия» с 1945 по 1947 годы, специализировался на технических курсах. После становления независимости Пакистана продолжил службу в ВМС Пакистана в звании лейтенант-коммандера и с личным номером 12. После раздела Индии учился в британском Колледже совместной обороны с 1949 по 1951 годы, позже вернулся в Карачи в штаб-квартиру флота Пакистана. С 1952 по 1956 годы — капитан эсминца «Тарик», совершил на нём плавание в Суэцкий канал.
В 1960-е годы капитан Рашид Ахмед работал в оперативном отделе при заместителе командующего ВМС Пакистана. Участник второй индо-пакистанской войны 1965 года. В 1967—1969 годы в звании коммодора работал одновременно управляющим директором Национальной судоходной компании. В 1969 году контр-адмирал Рашид Ахмед назначен начальником штаба, подчинялся вице-адмиралу Музаффару Хассану. В 1971 году посетил с визитом Китай, где он и генерал-лейтенант Гуль Хассан Хан вели переговоры о закупке оборудования для флота. Будучи начальником штаба, Ахмед руководил флотом во время морской войны против Индии, в которой Пакистан потерпел поражение. Контр-адмирал Ахмед подписал Акт о капитуляции, который завершил войну и обеспечил признание независимости Бангладеш (ранее Восточного Пакистана). После поражения в войне Ахмед был снят с должности начальника штаба и в 1972 году уволен со службы.
После увольнения Ахмед продолжил работать в Национальной судоходной корпорации и нефтедобывающей компании Pakistan State Oil в 1980-е годы. Последние годы жизни провёл в Исламабаде.